# Joe Penny
Joe Penny, właściwie Joseph Edward Penny Jr. (ur. 24 czerwca 1956 w Londynie) – amerykański aktor telewizyjny pochodzenia włoskiego, najbardziej znany z roli policjanta Jake'a Stylesa w serialu CBS Gliniarz i prokurator (Jake and the Fatman).

## Życiorys

### Wczesne lata
Urodził się w Londynie jako syn Włoszki Anny i Josepha Edwarda Penny’ego, Sr., amerykańskiego pilota wojskowego. Dorastał w Marietta w Georgii. W wieku osiemnastu lat ukończył szkołę średnią Marina High School w Huntington Beach, w stanie Kalifornia, gdzie z powodzeniem grał w koszykówkę i football amerykański.
Dorabiał będąc  budowlańcem, doręczycielem przesyłek pocztowych i zmywał naczynia. Studiował w szkole aktorskiej Lee Strasberga.

### Kariera
Pojawił się w sitcomie Columbia Pictures Las paproci na zawsze (Forever Fernwood, 1977-1978), serialu ABC Silni chłopcy/Tajemnice Nancy Drew (The Hardy Boys/Nancy Drew Mysteries, 1977) i politycznym dramacie telewizyjnym ABC Delta County, U.S.A. (1977). Na dużym ekranie wystąpił po raz pierwszy w dramacie Nasz zwycięski sezon (Our Winning Season, 1978) u boku Dennisa Quaida i Joanny Cassidy.
W niezależnym filmie sci-fi Kapsuła ratunkowa (Lifepod, 1980) zagrał główną rolę astrogatora Simmonsa, w slasherze Bloody Birthday (1981) zaś postać pana Hardinga. Sławę międzynarodową zawdzięcza serialom: NBC Riptide (1984-1986) w roli weterana wojny wietnamskiej Nicka Rydera i CBS Gliniarz i prokurator (Jake and the Fatman, 1987-1992), w roli policjanta Jake'a Stylesa.
Zasłynął z gęstej czupryny. Gdy jego włosy zaczęły się przerzedzać, zdecydował się na transplantację. Kiedy zabieg powiódł się, został twarzą jednej z firm zajmujących się wszczepianiem implantów włosowych.

## Filmografia

### Filmy
- 1977: Delta County, U.S.A. jako Joe Ed
- 1978: Nasz zwycięski sezon (Our Winning Season) jako Dean Berger
- 1978: Mother, Juggs & Speed jako Speed
- 1978: Death Moon jako Rick Bladen
- 1979: The Girls in the Office jako Beau Galloway
- 1979: Samurai jako Lee Cantrell
- 1980: Lifepod jako Simmons
- 1980: The Gossip Columnist jako Paul Cameron
- 1981: Bloody Birthday jako pan Harding
- 1981: Gangster Wars jako Benny Siegel
- 1981: S.O.B. jako Oficer Buchwald
- 1983: Savage in the Orient
- 1986: Spadająca Gwiazda (Perry Mason: The Case of the Shooting Star) jako Robert McCay
- 1987: Krwawy trop, czyli historia mafijnej żony (Blood Vows: The Story of a Mafia Wife) jako Edward Moran
- 1987: Róże dla bogatych (Roses Are for the Rich) jako Lloyd Murphy
- 1988: A Whisper Kills jako Dan Walker
- 1990: The Operation jako dr Ed Betters
- 1992: Pułapki miłości (The Danger of Love: The Carolyn Warmus Story) jako Michael Carlin
- 1994: Zniknięcie Vonnie (The Disappearance of Vonnie) jako Ron Rickman
- 1994: Nocne polowanie (Terror in the Night) jako Lonnie
- 1995: Young at Heart jako Mike
- 1996: Przemilczane zbrodnie (She Woke Up Pregnant) jako Dr Roger Nolton
- 1996: Podwójne ryzyko (Double Jeopardy) jako John Dubroski
- 1997: Obcy w moim domu (Stranger in My Home) jako Ned Covington
- 1997: Rodem z policji II (Breach of Faith: Family of Cops II) jako Ben Fein
- 1998: Mały jednorożec (The Little Unicorn) jako Tiny
- 1999: Rodem z policji III (Family of Cops III: Under Suspicion) jako Ben Fein
- 1999: Zagadka proroka (The Prophet's Game) jako Walter Motter
- 1999: Gorzka wolność (BitterSweet) jako Carl Peckato
- 2000: Gra w życie (Jack of Hearts) jako Arden Cook
- 2001: Czerwony telefon: Obława (The Red Phone: Manhunt) jako Jack Darrow
- 2002: Two Against Time jako George
- 2003: Czerwony Telefon: Szach i mat (The Red Phone: Checkmate) jako Jack Darrow
- 2005: Jane Doe: Póki śmierć nas nie rozłączy (Jane Doe: Til Death Do Us Part) jako Frank Darnell
- 2005: Jane Doe: Było i nie ma (Jane Doe: Now You See It, Now You Don't) jako Frank Darnell
- 2005: Jane Doe: Nagłe zniknięcie (Jane Doe: Vanishing Act) jako Agent Frank Darnell
- 2005: Jane Doe: Inna twarz (Jane Doe: The Wrong Face) jako Frank Darnell
- 2006: Jane Doe: Bolesny upadek (Jane Doe: The Harder They Fall) jako Frank Darnell
- 2006: Jane Doe: Pamiętam dobrze (Jane Doe: Yes, I Remember It Well) jako Frank
- 2006: Jane Doe: The Brigadoon Effect
- 2007: Rządy gargulców (Reign of the Gargoyles) jako Gus
- 2007: Jane Doe: Powiązania (Jane Doe: Ties That Bind) jako Frank Darnell
- 2008: Jane Doe: Oko obserwatora (Jane Doe: Eye of the Beholder) jako Frank Darnell

### Seriale TV
- 1977: The Hardy Boys/Nancy Drew Mysteries jako Brandon
- 1978: Forever Fernwood jako Sal DiVito
- 1978: CHiPs jako Brent
- 1979: Lou Grant jako Mike Tynan
- 1980: Paris jako Mike Fitz
- 1981: Vega$ jako Nickie Andreas
- 1981: Flamingo Road jako Nick Walker
- 1981: The Gangster Chronicles jako Benjamn "Bugsy" Siegel
- 1983: T.J. Hooker jako Miles Dickson
- 1983: Lottery!
- 1983: Tucker's Witch jako Justin St. Peter
- 1983: Archie Bunker's Place jako Rick Baxter
- 1983: Matt Houston jako Eric Jason
- 1984-1986: Riptide jako Nick Ryder
- 1986: Matlock jako Paul Baron
- 1986: Strefa mroku (The Twilight Zone) jako Ricky Frost
- 1987-1992: Gliniarz i prokurator (Jake and the Fatman) jako Jake Styles
- 1990: Matlock jako Paul Baron
- 1995: Dotyk anioła (Touched by an Angel) jako Zack Bennett
- 1998: Diagnoza morderstwo (Diagnosis Murder) jako detektyw Reggie Ackroyd
- 1999: Życie do poprawki (Twice in a Lifetime) jako Flash Jericho / David Lazarus
- 1999: Strażnik Teksasu (Walker, Texas Ranger) jako Sonny Tantero (sezon VII, odc. 160)
- 2000: Chicken Soup for the Soul jako David
- 2000: Rodzina Soprano (The Sopranos) jako Vic Musto
- 2002: Puls miasta (Boomtown) jako Les Van Buren
- 2003: Siódme niebo (7th Heaven) jako Nick
- 2007: CSI: Kryminalne zagadki Las Vegas (CSI: Crime Scene Investigation) jako Jack Oakley
- 2008: Dni naszego życia jako Martino Vitali
- 2008: CSI: Kryminalne zagadki Miami (CSI: Miami) jako Travis Drake
- 2009-2010: Dowody zbrodni jako Hank Butler